# Danané (departement)
Danané är ett departement i Elfenbenskusten. Det ligger i regionen Tonkpi, i den västra delen av landet, 300 km väster om huvudstaden Yamoussoukro.